# Лозне
Ло́зне — село в Україні, у Лозно-Олександрівській селищній громаді Сватівського району Луганської області. Орган місцевого самоврядування — Шарівська сільська рада. Площа села 256 га. Поблизу села виявлені джерела лікувальної мінеральної води. В селі споруджено ставки.

## Історія

### Заснування села
Російський уряд на початку XVIII століття дозволив козаку Матвію Федоровичу разом з іншими 700 українським козацькими родинами переселитись на ці землі. Заселення цих земель наприкінці XVII — початку XVIII століть відбувалося за участі Острозького та Ізюмського полків. Люди приходили й самочинно в цей край на промисли: займалися рибальством, полюванням, бджільництвом. Стосунки українських «уходників» і царської сторожової служби були не безхмарними. Нові хвиля повстань в Україні і їх поразки змушували козаків і селян шукати свого притулку на Слобідській Україні. Ратні люди з Валуйської фортеці оселялись на хуторі Шарів та Лознянський. У першій половині XVIII століття процесові заселення краю сприяла активна колонізація Дикого поля з боку царського уряду, царським вельможам Куракіним, Голіциним, Шереметьєвим були подаровані ці землі для освоєння. В середині XVIII століття кошовому писареві Острозького полку із Закотного належали хутори Писарівка (нині Новопсковського району), Писарське (Лозно-Олександрівка), Шарів (Шарівка) і Лознянський (Лозне). Дослідник історії Слобожанщини Д. І. Багалій пише, що «У панських слободах піддані мали доволі землі. Мешканці слобод жили не дуже заможно, а хуторяни навпаки — багато. Заможніші з них утримували від. 15 до 25 волів, по 10 корів, по 200 овець».
Олексій Борисович Куракін 10 червня 1816 року продав слободу Танюшівка з хутором Шарівка і Лознянський, з лісами і угіддями, з млином на річці Айдар, з усіма будівлями і вівчарним заводом, а також з 1512 душами селян за 500 тис. карбованців старобільським поміщикам: майору Максиму Павловичу і ротмістру Івану Павловичу Підколзіним. У 1820 році відбулися заворушення селян у Шарівці, на хуторі Познанському, в Олександрівці та Олександрополі. Кріпаки нападали на маєтки панів, підпалювали будівлі, скирти з хлібом і кормами.

### Революція
У роки Першої світової війни погіршилося становище селян: чоловіки були мобілізовані до армії, скоротилися посівні площі, зменшилося поголів'я худоби, зросли податки і збори. Наприкінці літа — на початку осені 1918 року Запорізький корпус Армії УНР, який на цей час став окремою запорозькою дивізією, вів бої з більшовиками та денікінцями. Після боїв забитих в бою гайдамаків ховали за козацьким звичаєм, насипаючи шапками могили. Такі невеликі пагорби і понині збереглися на узвищах.
Восени 1920 року в село навідувались із Воронезької губернії загони Варави і Колесникова Івана Сергійовича, що боролись із радянськими продзагонами. У 1921 році частим гостем був загін українських анархістів «Чортова сотня» Волоха і Вінника. Вони грабували продовольчі склади, магазини, знищували комуністичних активістів, документацію радянських органів.
До села навідувався загін Зайцева із Валуйського повіту. Серед її жертв перший комісар Лозно-Олександрівського району, уроженець Розсипного Аніканов. Банда Марусі робила грабіжницькі набіги із Ровеньок.

### Радянська окупація
Суцільна колективізація, політика розкуркулювання та непосильні хлібозаготівлі призвели до Голодомору 1933 року. Під час Голодомору 1932—1933 років за архівними даними в селі загинуло 70 чоловік. Селян рятувало те, що село було на кордоні з Росією, де люди обмінювали свої речі на продукти харчування. Урожайність хліба в 1932 році була в середньому 7,2 ц/га, проти 8,3 ц/га у 1931 році. На початку 1930-х років на території села було створено колгосп «імені Леніна», що налічував 84 двори, 125 працездатних і 1500 га землі в обробітку. Господарство беззмінно очолював Лінник Яків Григорович.

### Війна
У роки німецько-радянської війни село було окуповане німецько-італійськими військами з червня 1942 по січень 1943 року. Під час Острогозько-Россошанської наступальної операції частинам Південно-Західного фронту Червоної армії була поставлена задача вийти 18 січня 1943 року на лінію Шахове — Нагольна — Дем'янівка — Грицаївка — Гайдуківка. 22 січня 1943 року бійці 1176 полку 350 стрілецької дивізії зайняли село.

### Повоєнні часи
1950 року 3 колгоспи «імені Сталіна», «імені Молотова», «імені Леніна» були об'єднані в один — «імені Леніна». Він об'єднав 282 двори, близько 400 працездатних осіб, 5510 га землі. Головою було обрано Лінника Я. Г. За рішенням Президії Верховної Ради УРСР від 11 серпня 1954 року Лознянська і Петрівська сільські ради були укрупнені і приєднані до Шарівської сільської ради. 23 вересня 1959 року за рішенням Президії Верховної Ради УРСР Лозно-Олександрівський район було розукрупнено і землі села приєднано до Білолуцького району. 1961 року Білолуцький район розформовано і землі села приєднано до Білокуракинського району. Колгосп «імені Леніна» перейменовано на «імені Ілліча».

## Населення
Населення становить 37 осіб, 32 двори.
1885 року на хуторі Шарівської волості Старобільського повіту Харківської губернії жило 508 осіб, було 64 дворових господарств.

## Вулиці
Назви вулицям в селі не присвоєно.

## Економіка
За радянської влади землі села входили до колгоспу «імені Ілліча», за яким було закріплено 4702 га сільськогосподарських угідь, з них 3509 га ріллі. Основний напрям господарства був м'ясо-молочним, вирощували зернові та технічні культури. Коштом колгоспу збудували нові тваринницькі приміщення. Колгосп декілька разів займав перші місця в соцзмаганнях, збирали 40 ц/га ранніх зернових. Утримувалося 1,7 тис. свиней, 1,9 тис. овець, 2 тис. корів. 1954 року після закінчення Луганського сільськогосподарського інституту прийшов працювати головним агрономом Пономаренко Микола Васильович. Працелюбний, порядний, бездоганної чесності, принциповості і відданості улюбленій справі спеціаліст. За врожайністю зернових колгосп займав перше місце в районі, інколи й в області. 1955 року директором колгоспу обрано Левченка Федора Федотовича. У 1979 році його замінив Попугаєв Віктор Тимофійович.

## Транспорт
Село розташоване за 57 км від Білокуракиного, з яким пов'язано асфальтованою дорогою, і за 28 км від залізничної станції Солідарний на лінії Валуйки — Кіндрашівська-Нова.